# بینی

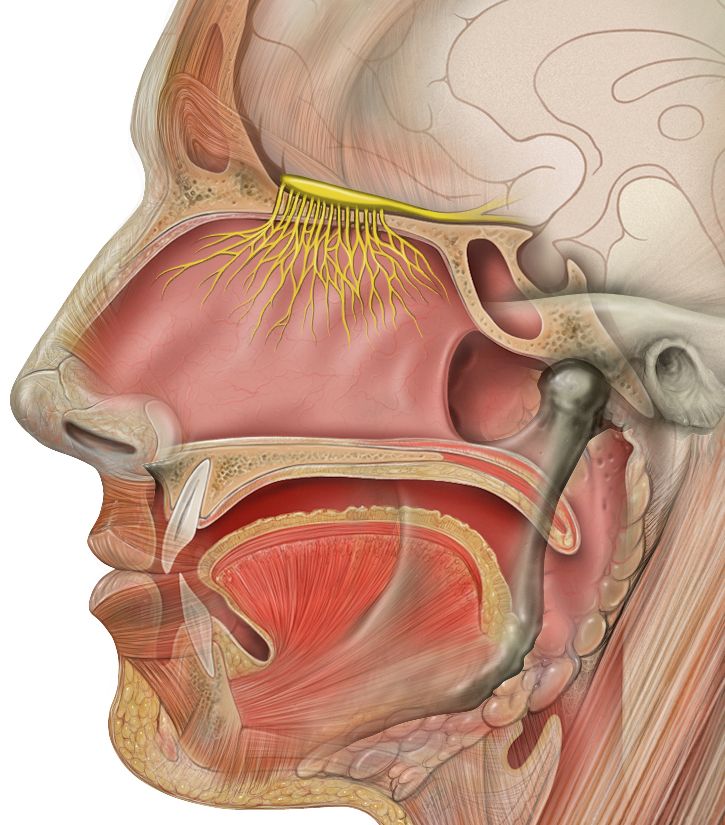
تصویر شماتیک از بینی انسان.

بینی یا دماغ (به انگلیسی: Nose) از دیدگاه کالبدشناسی یک برآمدگی معمولاً مخروطی شکل در بدن مهره‌داران بوده و جایگاه قرار گرفتن سوراخ‌های بینی است. عملکرد اصلی بینی انجام دم و بازدم به همراهی دهان و همچنین عضو تشخیص دهندهٔ بوها در بدن موجودات زنده است. بینی اولین قسمت مجاری هوایی و دستگاه تنفس است و در بخش پشتی آن مخاط بویایی و سینوس‌ها قرار دارند. هوا پس از عبور از حفره بینی صاف، گرم و مرطوب شده و از مسیر حلق، وارد نای و بخش‌های بعدی دستگاه تنفس می‌شود. بینی همچنین در هنگام خوردن و آشامیدن و پر بودن دهان، مثلاً در زمان شیر خوردن نوزادان به عنوان مجرای جایگزین دهان جهت تداوم تنفس عمل می‌کند. در قسمت فوقانی بینی استخوانی و قسمت تحتانی آن غضروفی است. بخش تحتانی حفره بینی پهنتر از بخش فوقانی بوده و به وسیلهٔ مخاط تنفسی ضخیم پرعروقی پوشیده شده است و قسمت فوقانی آن، که باریکتر است، به وسیلهٔ مخاط بویایی رنگ پریده‌ای پوشیده شده و محل قرارگیری گیرنده‌های بویایی می‌باشد. استخوان بینی (Nasal bone)، استخوانی است زوج و مستطیلی که در طرفین خط واسط و در زیر استخوان پیشانی قرار گرفته‌ است و اندازه و شکل آن در افراد مختلف، متغیر است.
مردان نسبت به زنان دارای بینی بزرگ‌تری هستند و این امر ناشی از تفاوت جنسیتی آن‌ها در نیاز به انرژی است چراکه مردان نیاز به انرژی بیشتر و در نتیجه اکسیژن بیشتری دارند.

## ریشه‌شناسی
بینی واژه ای است در زبان پهلوی، وینیک(vēnēk) بوده‌است، وین به معنی دَم یا تنفس است.

## استخوان‌های بینی
در انسان استخوان خیش (Vomer) بخش پشتی (خلفی) زیرین، تیغه بینی را ایجاد می‌کند. استخوان ومر یکی از استخوان‌های فرد جمجمه است. خیش در خط میان‌پیکانی midsagittal line قرار گرفته و با استخوان‌های پروانه‌ای sphenoid، پرویزنی ethmoid، کامی palatine چپ و راست، و بَرواره‌ای maxillary  چپ و راست مفصل می‌شود. بخش قدامی تیغه بینی غضروفی است.
بخش خارجی بینی ناحیه برآمده و سطحی است که در وسط صورت قرار دارد و شامل دو بخش است بخش استخوانی، شامل استخوان‌های بینی و زایده پیشانی فک بالا و بخش غضروفی که شامل تعدادی غضروف بهم چسبیده‌است.

## شاخک‌های بینی
در هر فرد به‌طور طبیعی، در هر طرف بینی سه بر آمدگی استخوانی در داخل بینی (دیواره طرفی) وجود دارد که در فارسی شاخک و در اصطلاح پزشکی توربینت یا کونکای بینی (TURBINATES OR CONCHAE) نامیده می‌شوند. هر شاخک استخوان نازک و پهنی است که روی آن را نسج نرم و مخاط می‌پوشاند و به ترتیب شاخکهای فوقانی، میانی و تحتانی نامیده می‌شوند.
کار شاخکها گرم و مرطوب کردن هوایی است که از بینی عبور می‌کند تا به ریه برسد. این کار به‌طور اتوماتیک انجام می‌شود به نحوی که در هوای خشک و همین‌طور هوای سرد شاخکها به‌طور اتوماتیک پف می‌کنند تا سطح تماس هوا با آن‌ها افزایش پیدا کند و رطوبت و حرارت هوا به میزان مطلوب برسد.
در مواردی که شاخکهای بینی بیش از اندازه بزرگ شوند راه بینی را بسته و باعث انسداد بینی می‌شوند.

## در ماهی‌ها
ماهی‌ها دارای حس بویایی نسبتاً خوبی هستند. بینی ماهی‌ها بر خلاف چهاراندامان نقشی در تنفس نداشته و ارتباطی با دهان ندارد. در جانورانی چون مکنده‌ماهی‌ها و بی‌فک‌ماهی‌ها تنها یک سوراخ و یک مجرای بینی وجود دارد و این مجرا به هیپوفیز منتهی می‌شود.